# Pałac Hohenzollernów w Lwówku Śląskim
Pałac Hohenzollernów w Lwówku Śląskim (niem. Schloß des Fürsten von Hohenzollern-Hechlingen, Landratsamt, Kreisständehaus) – klasycystyczny pałac znajdujący się w Lwówku Śląskim, dawna zimowa rezydencja księcia Konstantyna von Hohenzollerna. Budynek służy jako siedziba gminy i miasta Lwówek Śląski. Pałac został wpisany do rejestru zabytków Narodowego Instytutu Dziedzictwa w 2015 roku.

## Położenie
Pałac Hohenzollernów położony jest w Lwówku Śląskim przy skrzyżowaniu dróg powiatowych: 2496D (ul. 10. Dywizji) i 2541D (al. Wojska Polskiego) oraz przy drodze wojewódzkiej nr 364 (ul. Gryfowska). Pałac ma adres al. Wojska Polskiego 25A.

## Architektura
Pałac w Lwówku Śląskim został zbudowany w latach 1850–1852 z miejscowego piaskowca szarego pochodzącego z kamieniołomu w Sobocie. Później, za pałacem utworzono ogród w stylu francuskim, a w latach 1862–1863 dobudowano powozownię i stajnię. Trzykondygnacyjny budynek składał się z kilku części. W gmachu głównym mieściła się rezydencja księcia i pokoje dla gości. Dwa przyległe budynki zajmowali muzycy z rodzinami, a obsługa pałacu zamieszkiwała pozostałe dwa zewnętrzne skrzydła pałacu. Wnętrza pałacu były udekorowane popiersiami muzyków. Kartusz herbowy umieszczony jest nad głównym wejściem do pałacu, przytrzymują go dwa psy nawiązujące do herbu rodowego Hohenzollernów, a niżej znajduje się sentencja – Nihil Absque Deo.

## Historia
Wydarzenia końca lat 40. XIX wieku wpłynęły na decyzję księcia Konstantyna von Hohenzollern-Hechingen o przeniesieniu się na Śląsk. Książę przeżył pasmo tragicznych zdarzeń, takich jak: śmierć matki, kilka lat później jego pierwszej żony. Po doświadczeniach związanych z Wiosną Ludów, a także kierując się ideą zjednoczenia Niemiec, 7 grudnia 1848 r. Konstantyn von Hohenzollern-Hechingen abdykował. Jego księstwo zostało anektowane przez Prusy. Książę osiadł na Śląsku w pałacu swojej matki w Skale (kilka kilometrów od Lwówka Śląskiego), a następnie zdecydował o budowie klasycystycznego pałacu w Lwówku Śląskim. Miała to być zimowa rezydencja miejska dla księcia i prezent dla jego drugiej żony, baronówny Amalii Schenk von Geyern. Prace powierzono architektowi Augustowi Schülerowi.
Reprezentacyjnym pomieszczeniem pałacu była sala koncertowa, w której grała książęca orkiestra symfoniczna. W tym czasie Lwówek Śląski stał się muzycznym centrum Śląska, nie dorównywał mu nawet Wrocław. Koncertowali tu m.in. kompozytorzy Ferenc Liszt, Hector Berlioz, Richard Wagner, Hans von Bülow, a także wiolonczelista i kompozytor David Popper, pianiści: Karol Tausig, Hans Bronsart, czy skrzypek Louis Spohr.
Upadek znaczenia rezydencji rozpoczął się po śmierci księcia Konstantyna (1869). Amalia Schenk von Geyern przekazała wówczas pałac krewnym z linii Hohenzollern-Sigmaringen. Od 1870 r. właścicielem pałacu był wielki książę Karol Antoni Hohenzollern-Sigmaringen, a następnie hrabia August Ludwig von Nostitz z Soboty, który sprzedał posiadłość władzom powiatu lwóweckiego. Od tego momentu w Pałacu Hohenzollernów mieściły się instytucje miejskie i powiatowe, a obecnie m.in. Urząd Miasta i Gminy Lwówka Śląskiego.

## Koncerty w pałacu
Przez niemal dwie dekady Lwówek Śląski był muzycznym centrum regionu. Stało się to dzięki zamiłowaniu księcia Konstantyna von Hohenzollern-Hechingen do muzyki. Książę do swojej nowej siedziby sprowadził z Hechingen dwór i królewską orkiestrę. W 1850 r. książę ponownie się ożenił z Amalią Schenk von Geyern, późniejszą hrabiną von Rothenburg. Jego żona śpiewała i grała na harfie, a także ujęła go wielkim zamiłowaniem do muzyki.
W grudniu 1852 r., tuż po ukończeniu budowy pałacu, odbył się pierwszy koncert muzyków królewskiej orkiestry symfonicznej. Reprezentacyjna sala pałacu została zaprojektowana z myślą o organizowaniu w niej wielkich koncertów muzycznych. Autorem jej wystroju był architekt, August Schüler. Pierwszym kapelmistrzem lwóweckiej orkiestry symfonicznej został Thomas Täglichsbeck. Orkiestra liczyła 45 muzyków i miała w repertuarze utwory najbardziej znanych kompozytorów. Cotygodniowe koncerty cieszyły się popularnością wśród mieszkańców Lwówka Śląskiego, a raz w miesiącu odbywał się specjalny koncert dla zaproszonych przez księcia gości. Koncerty muzyczne w pałacu Lwówku Śląskim wzbudzały wielkie zainteresowanie, a w prasie pojawiały się na ich temat artykuły. Na odbywające się koncerty w Pałacu Hohenzollernów przyjeżdżali mieszkańcy z terenów od Wrocławia do Drezna.
Mieszkańcy miasta również aktywnie uczestniczyli w wydarzeniach muzycznych w pałacu, wielu lwówczan brało udział w próbach chóru. Muzyka rozpowszechniła się również poza pałacem, w pobliskich gospodach i restauracjach. Kolejnym kapelmistrzem i głównym dyrygentem został Max Seifriz, pod którego kierownictwem orkiestra symfoniczna zyskała największą sławę. Prasa zaczęła rozpisywać się o muzycznym Lwówku Śląskim określając go śląskim Weimarem.
Przełom lat 1868/1869 był ostatnim sezonem koncertowym lwóweckiej królewskiej orkiestry symfonicznej. Choroba, a w jej następstwie śmierć księcia Konstantyna zakończyła okres świetności orkiestry symfonicznej. Muzyczne tradycje lwóweckie próbowano podtrzymać, jednak udało się je kontynuować jedynie do lat osiemdziesiątych XIX wieku. W tym celu zapraszano muzyków i orkiestry, m.in. wrocławską wojskową orkiestrę dętą.

### Pałac w listach
Pałac Hohenzollernów był miejscem częstych spotkań arystokratów, muzyków i artystów. W pisanych przez muzyków listach znajdują się wspomnienia z pobytu w lwóweckim pałacu. Panującą w nim atmosferę, osobę fundatora i orkiestrę, sam pałac oraz znajdującą się w nim salę koncertową opisywali m.in. Richard Wagner, Hector Berlioz, Ferenc Liszt oraz Hans von Bülow.

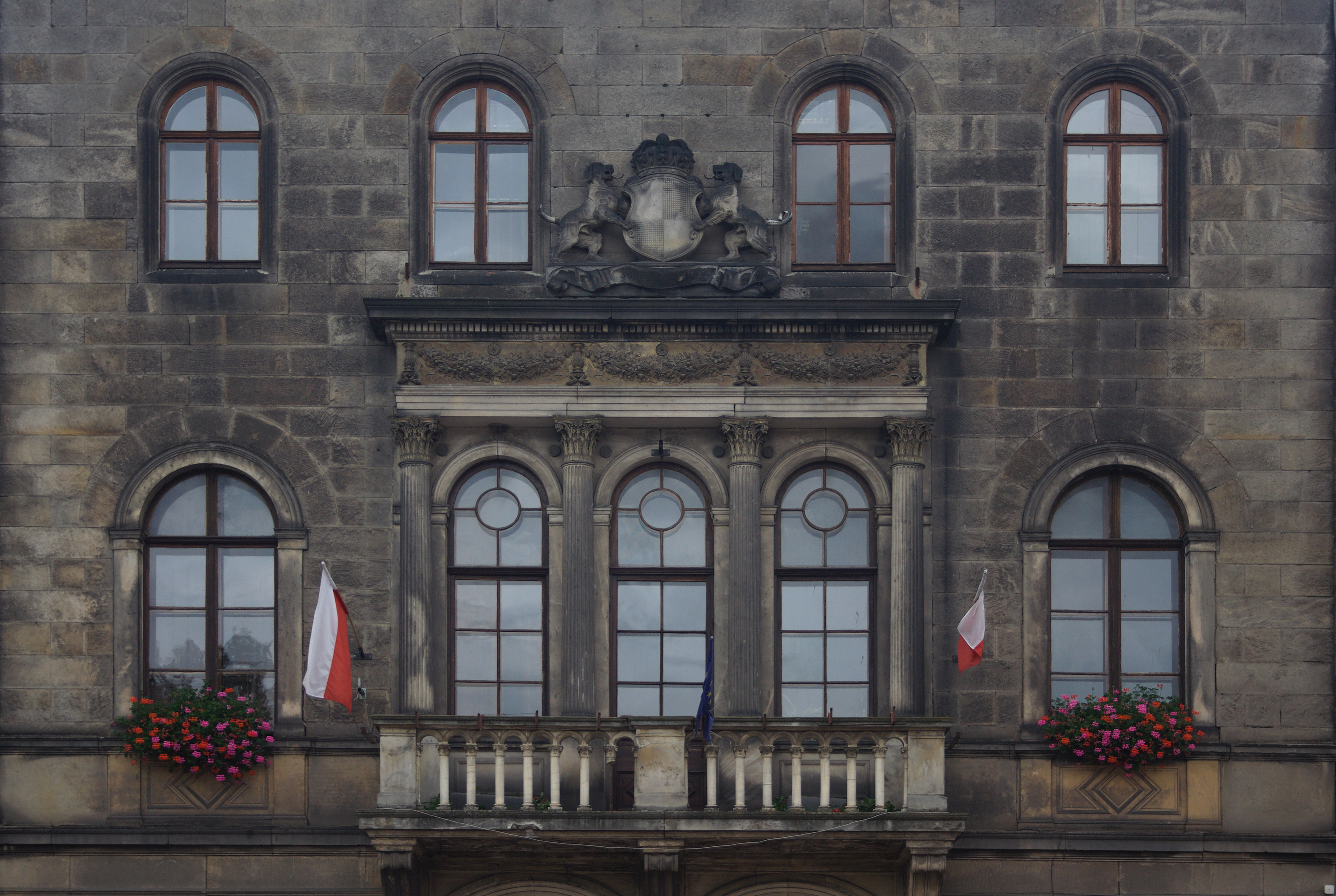
Nad oknami herb Hohenzollernów
Herb Hohenzollernów